# Alucard Music
L'Alucard Music è un'etichetta discografica inglese che realizza i CD e i DVD dei Gentle Giant. È stata fondata da Kerry Minnear e Lesley Minnear.

## Discografia

### CD
- Under Construction (1997)
- In a Glass House (2000)
- Scraping the Barrel (2004)

### DVD
- Giant on the Box (2004)
- GG at the GG (2006)